# كرايغ روبنسون (مدرب كرة سلة)
كرايغ روبنسون (بالإنجليزية: Craig Robinson)‏ (و. 1962  م) هو مدرب كرة سلة، ولاعب كرة سلة، ومصرفي الاستثمار ‏ أمريكي، ولد في شيكاغو.

## التعليم
تعلم في كلية بوث للأعمال، وتعلم في جامعة برنستون، وتعلم في جامعة شيكاغو
.

## روابط خارجية
- كرايغ روبنسون على موقع سبورتس رفرنس (الإنجليزية)
- كرايغ روبنسون على موقع كلية كرة السلة في سبورتس رفرنس.كوم (الإنجليزية)
- كرايغ روبنسون على موقع كلية كرة السلة في سبورتس رفرنس.كوم (الإنجليزية)